# Revolution (álbum de Miranda Lambert)
Revolution —en español: Revolución— es el tercer álbum de estudio de la cantante de música country Miranda Lambert. El álbum fue lanzado el 29 de septiembre de 2009, a través de Columbia Nashville. El álbum incluye los sencillos «Dead Flowers», «White Liar», «The House That Built Me», «Only Prettier» y «Heart Like Mine,» todos los cuales han trazado en la lista country de Billboard.
Revolution ganó el Álbum del Año en Academy of Country Music Awards y en Country Music Association Awards en 2010.

## Presentaciones en vivo
En la promoción de Revolution, Lambert hizo apariciones en Good Morning America, Late Show with David Letterman y The Ellen DeGeneres Show durante la primera semana del lanzamiento del álbum. Además, ella apareció en la portada de la revista Country Weekly.; y también hizo apariciones en varias otras revistas, incluyendo la revista Rolling Stone y US Weekly.

## Recepción
Comercial
Revolution debutó en el número 1 en la lista Billboard Top Country Albums de EE. UU. su tercer álbum consecutivo número uno en la esa lista. También debutó en el número 8 en los EE. UU. Billboard 200. El álbum vendió aproximadamente 66 000 copias en la primera semana luego de ser lanzado, su posición semanal más alta hasta la fecha. En febrero de 2010, la Revolution fue certificado Oro, y en octubre de 2010 el álbum fue certificado Platino por la RIAA. Hasta el 28 de enero de 2012, el álbum ha vendió 1 598 987 millones copias en los EE. UU.

## Lista de canciones
| N.º | Título                                      | Escritor(es)                                   | Duración |  |
| 1.  | «White Liar»                                | Miranda Lambert, Natalie Hemby                 | 4:48     |  |
| 2.  | «Only Prettier»                             | Lambert, Hemby                                 | 3:09     |  |
| 3.  | «Dead Flowers»                              | Lambert                                        | 3:59     |  |
| 4.  | «Me and Your Cigarettes»                    | Lambert, Ashley Monroe, Blake Shelton          | 2:24     |  |
| 5.  | «Maintain the Pain»                         | Lambert                                        | 2:17     |  |
| 6.  | «Airstream Song»                            | Lambert, Hemby                                 | 2:48     |  |
| 7.  | «Makin' Plans»                              | Lambert                                        | 3:50     |  |
| 8.  | «Time to Get a Gun»                         | Fred Eaglesmith                                | 3:55     |  |
| 9.  | «Somewhere Trouble Don't Go»                | Julie Miller                                   | 3:21     |  |
| 10. | «The House That Built Me»                   | Tom Douglas, Allen Shamblin                    | 3:56     |  |
| 11. | «Love Song»                                 | Lambert, Shelton, Charles Kelley, Dave Haywood | 2:49     |  |
| 12. | «Heart Like Mine»                           | Lambert, Monroe, Travis Howard                 | 2:57     |  |
| 13. | «Sin for a Sin»                             | Lambert, Shelton                               | 3:28     |  |
| 14. | «That's the Way That The World Goes 'Round» | John Prine                                     | 3:25     |  |
| 15. | «Virginia Bluebell»                         | Lambert, Hemby, Jennifer Kennard               | 3:46     |  |

## Posicionamiento en listas y certificaciones
| Listas (2009)                     | Mejor posición |
| --------------------------------- | -------------- |
| U.S. Billboard 200                | 8              |
| U.S. Billboard Top Country Albums | 1              |

| País           | Proveedor | Certificación |
| -------------- | --------- | ------------- |
| Estados Unidos | RIAA      | Platino       |

### Posición fin de año
| Listas (2010)                   | fin de año 2010 |
| ------------------------------- | --------------- |
| US Billboard 200                | 27              |
| US Billboard Top Country Albums | 7               |